# Lijst van bekende gebouwen in Sao Tomé en Principe
Dit is een lijst van bekende gebouwen in Sao Tomé en Principe.

## Lijst
- Bom Bom Island Resort
- Club Santana
- Estádio Nacional 12 de Julho
- Estalagem Pantufo
- Hotel Agõsto Neto
- Hotel Bigodes
- Hotel Miramar
- Hotel Phenícia
- Jalé Ecolodge
- Omali Lodge Luxury Hotel
- La Provence Hotel
- Pensao Residencial Arca Noe
- Pensao Palhota
- Pensão Turismo
- Pestana Equador Eiland Resort
- Pestana Sao Tomé
- Poiso Alto Gasthuis
- Ponta do Sol Hotel
- Residencial Baía
- Residencial Rural Roca Abade
- Residencial Avenida
- Roça de Bombaim
- Roça de Monteforte
- Roça de Sao Joao
- Rolas Eiland Resort
- Sé Catedral de Nossa Senhora da Graça de São Tomé
- Sint-Sebastiaanfort